# Дикий алмаз
«Дикий алмаз» (фр. Diamant brut) — художественный фильм французского режиссёра Агат Риданже. Премьера картины состоялась в мае 2024 года на Каннском кинофестивале, в рамках основной программы.

## Сюжет
Главная героиня фильма — 19-летняя девушка по имени Лиана, которая, пытаясь найти выход из «полунищей бескрылой жизни», решает пройти кастинг шоу «Чудо-остров». В течение месяца она ждёт ответа продюсеров.

## В ролях
- Малу Хебици — Лиана
- Идир Азугли — Дино
- Андреа Бескон — Сабина
- Эшли Романо — Алисия
- Алексис Маненти — Натан

## Создание и оценки
«Дикий алмаз» стал полнометражным режиссёрским дебютом Агат Риданже, до этого снимавшей только короткометражные фильмы. Съёмки начались 3 апреля 2023 года и проходили в Южной Франции, в районе Ниццы и Фрежюса. Премьера состоялась в мае 2024 года на Каннском кинофестивале, в рамках основной программы.
Российский кинокритик Андрей Плахов констатировал после показа, что фильм почти лишён сюжета. По его словам, «героиня, поначалу отталкивавшая своими вульгарными формами и плебейскими манерами, постепенно начинает притягивать к себе взгляд и вызывать уважение», а в одной из сцен заметна перекличка с фильмом «На последнем дыхании». Тамара Ходова охарактеризовала картину как «сделанную хорошо, но без откровений» и включённую в программу фестиваля «скорее с надеждой на будущие успехи» режиссёра. По мнению Дарьи Тарасовой, у Риданже «получилось вроде бы и узнаваемо, а вроде бы и так же пластмассово и пусто, как стразы на каблуках главной героини». Егор Москвитин предположил, что «Дикий алмаз» — фильм для главы каннского жюри Греты Гервиг, «потому что это такой гибрид „Барби“ и „Розетты“ — одного старого фильма о девочке-подростке, которая просто хочет найти работу, пока мир хочет ее уничтожить». Рецензент уверен: «Фильм — скорее эксплуатация, чем исследование. Визуального, музыкального и актёрского таланта этой эстетике отвратительного и правда не занимать. Но сценарий скучный, и это ничем не спасти».